# Davide Donati
Davide Donati (Vimercate, 25 aprile 1994) è un ginnasta italiano, vincitore di medaglie nazionali ed internazionali di ginnastica aerobica, ai campionati nazionali assoluti, agli europei, ai mondiali, in Coppa del Mondo ed ai Giochi Europei, in singolo, in coppia con Michela Castoldi e nel gruppo.